# Batalla de Yahuarcocha
La batalla de Yahuarcocha (también llamado Yaguarcocha o Yauarcocha) fue un enfrentamiento militar librado entre las  fuerzas del Incanato y de la Nación Caranqui (divididos en caranquis, cayambes y otavalos). La victoria fue  de los primeros, que acabaron por masacrar a los vencidos.

## Cronología
No hay claridad del momento exacto en que ocurrió la batalla. La mayoría de las fuentes asumen que las campañas duraron ocho a diez años. La masacre probablemente ocurrió hacia el final de las mismas. Algunos señalan que las rebeliones ocurrieron entre 1510 y 1520 pero otros entre 1481 y 1491. Cieza de León dice que la campaña contra los pastusos probablemente sucedió en 1515.

## Antecedentes
A finales del siglo XV, el Sapa Inca Túpac Yupanqui sometió a los pueblos del actual territorio ecuatoriano pero estos se sublevaron durante el reinado de su hijo y sucesor, Huayna Cápac. El Inca reaccionó y finalmente el líder de los rebeldes, el shyri Cacha Duchicela, fue muerto en la batalla de Atuntaqui y sus seguidores quedaron aparentemente sometidos. Los caranquis se mostraron bastantes sumisos al Inca en un inicio y esto lo motivo a realizar una inspección por su imperio. Pero como señala el genealogista ecuatoriano Guillermo Bossano, después debió combatir en las tierras de Cochasquí, Cayambe, Guachalá y Caranqui, donde la mera presencia de los soldados imperiales era considerada una humillación. Se enviaron embajadas para negociar un acuerdo pacífico pero no resultaron. Los rebeldes, dirigidos por los caciques Nazacota Puento (cayambis) y Píntag (caranquis), resistieron por años y se aliaron con las tribus de Pasto. La ciudad de Quito fue poblada con colonos y se convirtió en un importante centro imperial. Desde ahí el Inca gobernaría su imperio durante ese conflicto.
En esta guerra los incaicos cruzaron el puente natural de Rumichaca. Así pudo atacar a los quillacingas y pastusos, los rebeldes más septentrionales, dejando sin aliados ni refugios a los caranquis y cayambis. Finalmente, el Inca destruyó los fuertes de Aloburo y Yuracruz. En esos momentos empezó el asedio de Caranqui, capital de la tribu homónima. El Sapa Inca dividió su fuerza en tres divisiones: una a su mando personal, otra bajo las órdenes del general Michi del Hurin Cuzco y una tercera comandada por el general Toma Auqui del Hanan Cuzco.

## Batalla

Laguna de Yahuarcocha, La Dolorosa del Priorato, Ecuador.

Por días los asaltos a la fortaleza (ubicada sobre una colina) fueron rechazados. El Inca perdió cerca de 1000 orejones (nobles) de su guardia personal en los ataques. Finalmente, 30 000 incaicos dirigidos por el propio Inca lanzaron un último ataque con igual resultado, se retiraron en desorden y los defensores salieron en su persecución. Fue entonces que 40 000 soldados imperiales salieron de sus escondites y asaltaron la desguarnecida fortaleza o flanquearon a los defensores, mientras los perseguidos dieron media vuelta y plantaron batalla. Los defensores no pudieron refugiarse en Caranqui y quedaron atrapados en las orillas de una laguna cercana. Esta fue rebautizada como Yaguarcocha o «laguna de sangre». Las fuentes dicen que se llamaba originalmente Imbaya, Cochacaranqui (Waldemar Espinoza Soriano) y Otavalo.

## Consecuencias
Martín de Murúa dice que la masacre se produjo durante la batalla. Pedro Cieza de León e Inca Garcilaso de la Vega fue después, mediante el degollamiento de los prisioneros. Antonio de Herrera y Tordesillas afirma que los decapitaron y Frederick Alexander Kirkpatrick dice que fueron decapitados y sus cuerpos lanzados a las aguas tras lo cual dijo: «ahora sois todos unos niños». Por esto, los caranquis pasaron a ser llamados huambraconas, «nación de los muchachos», porque prácticamente no quedaron hombres adultos. Según Cieza de León fueron 30 000 o 40 000 los degollados y el jesuita Juan de Velasco 20 000. Garcilaso de la Vega habla de 2000 y Antonio de Herrera y Tordesillas de 50 000. Cieza afirma que Huayna Cápac «quería ser tan temido que de noche le soñaran los indios». En la orilla occidental de la laguna aún existen muchas tolas, «montículos», con los restos de los caídos.
De los jefes rebeldes, se menciona que un tal Canto fue capturado pero Píntag logró escapar con 1000 a 6000 seguidores. Pedro Sarmiento de Gamboa dice que eran cañaris pero se considera un error de transcripción del cronista y que debieron ser caranquis. Al parecer huyó a Oyacachi, en las estribaciones del volcán Antisana, mientras el Inca volvía a Quito. Se habría dedicado a lanzar ataques de guerrilla contra los conquistadores por un lapso mayor a diez años, siendo llamado el «primer guerrillero ecuatoriano». Píntag fue capturado y murió el prisión al negarse a comer. Para honrarlo, el Inca hizo desollar su cuerpo y usarla para un tambor.
La alianza de las tribus septentrionales se desmoronó y finalmente acabara cuando Huayna Cápac desposo a Paccha Duchicela, haciendo que caciques como Nazacota lo reconocieran como monarca. Este matrimonio fue la base de la alianza que garantizaba el poderío cuzqueño en la zona. Se trajeron mitimaes (colonos) de los Andes centrales a Caranque y Quito para repoblar esas tierras, porque el Inca las había dejado despobladas. Victorioso, el Inca volvió a Quito a vivir un tiempo. Según algunas fuentes, es en ese momento en que habla con sus hijos mayores para que permitan a Atahualpa ser curaca de Quito. Regresaría a Cuzco a gobernar pero finalmente volvería a su amada Tumipampa. A su muerte el imperio quedaría dividido entre sus hijos Huáscar y Atahualpa, que vivieron en paz por cinco o siete años, y se iniciaría la guerra civil incaica.